# Abkhazian Letter
Abkhazian Letter (tạm dịch: Bức thư Abkhazia) là một tài liệu dài 87 trang có chữ ký của 60 đại diện quan trọng thuộc giới trí thức Abkhazia. Bức thư được hoàn thành vào ngày 17 tháng 6 năm 1988 và gửi đến Mikhail Sergeyevich Gorbachyov. Các tác giả của bức thư đấu tranh bảo vệ tính riêng biệt của người Abkhaz, và đưa ra những bất bình của người Abkhaz trước chính quyền Tbilisi, bao gồm sự Gruzia hóa.